# Spharagemon bolli
Spharagemon bolli es una especie de saltamontes de la subfamilia Oedipodinae, familia Acrididae. Esta especie se distribuye en Norteamérica.

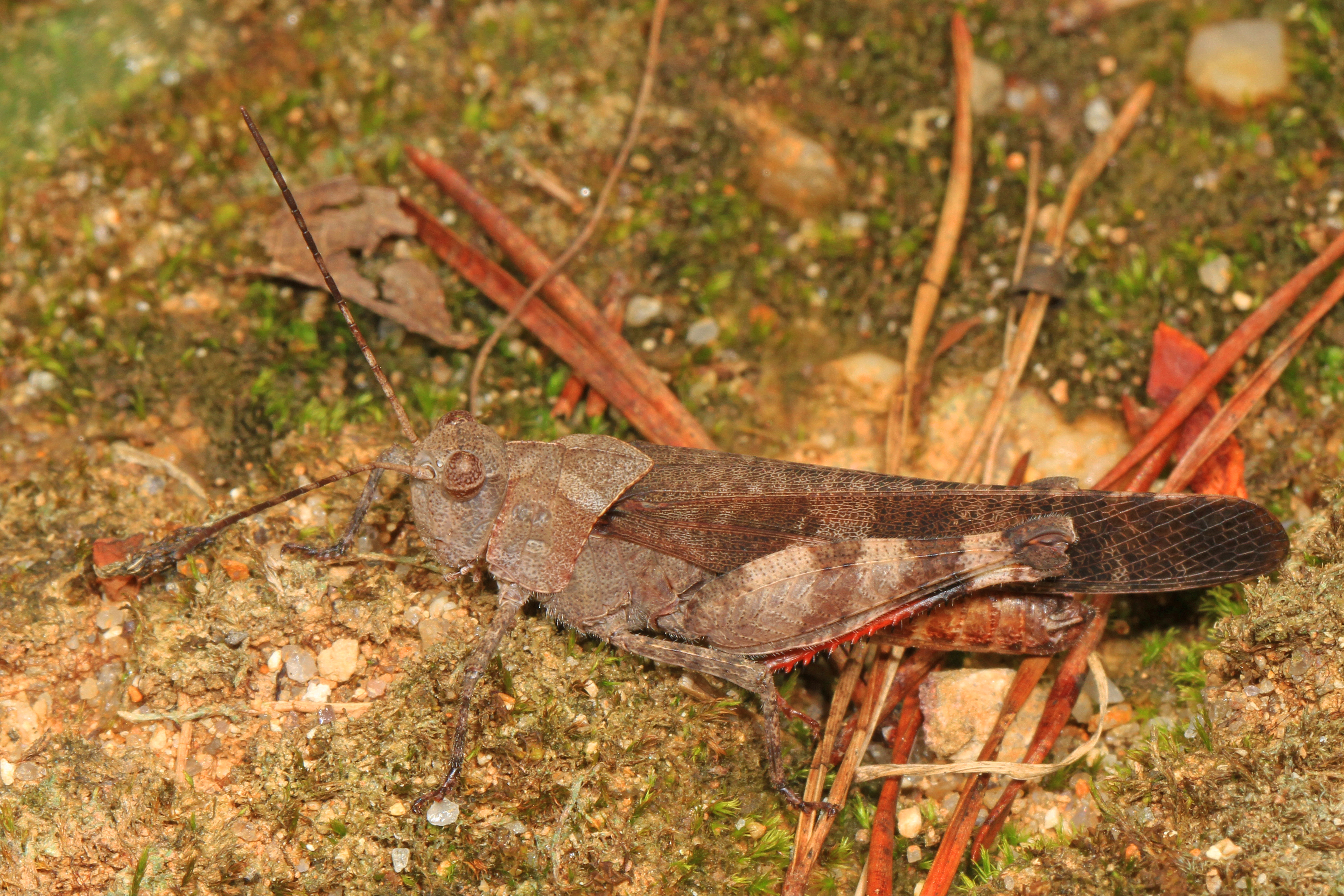
Spharagemon bolli

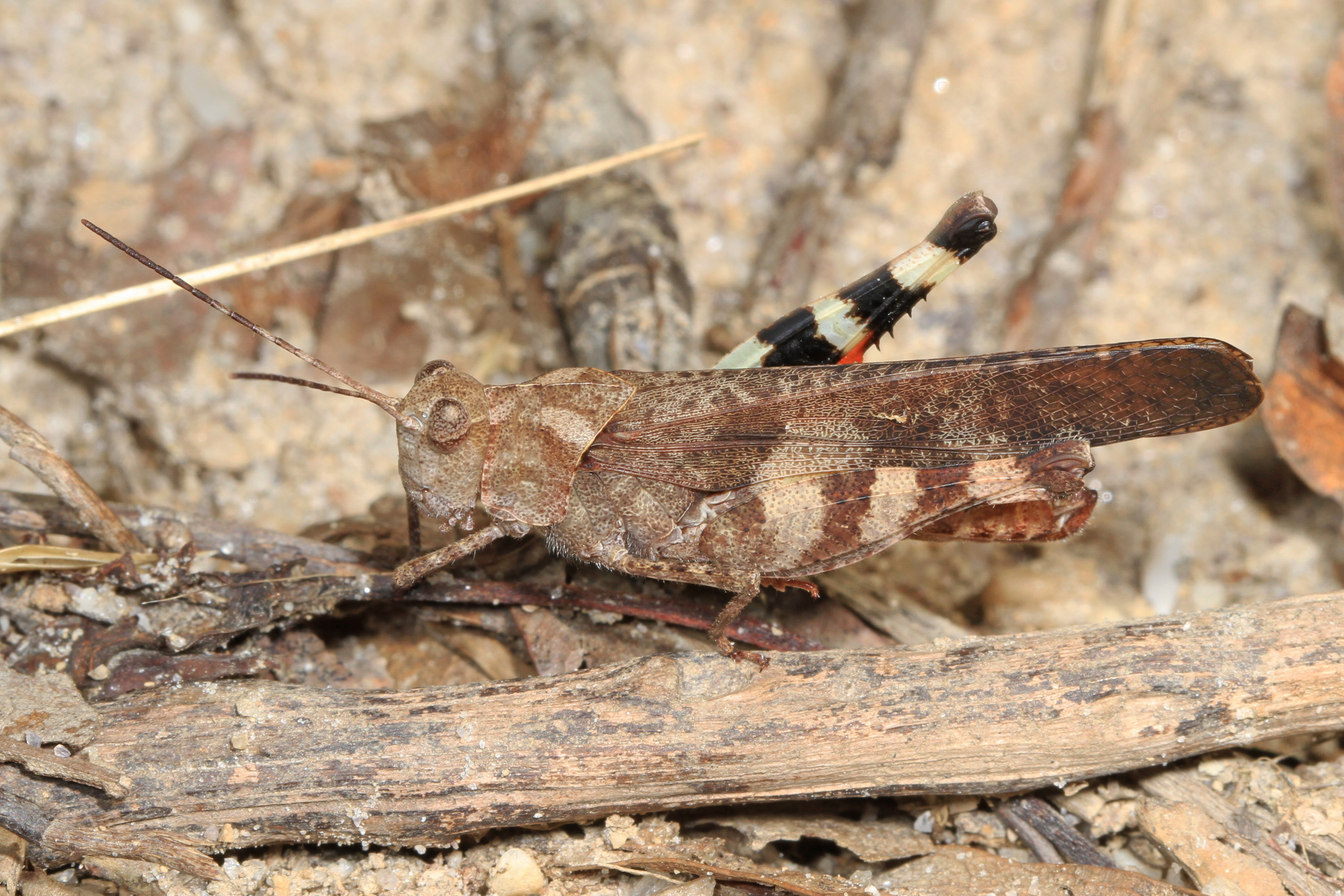
Spharagemon bolli